# Алматинский каскад
Алматинский каскад (Алма-Атинский каскад) — каскад малых гидроэлектростанций на реках Большая и Малая Алматинка, в городе Алма-Ата, Казахстан.

## Общие сведения
Каскад состоит из 10 ныне эксплуатируемых малых гидроэлектростанций, из которых 9 принадлежат АО «Алматинские электрические станции», а одна (экспериментальная ГЭС) — Казахскому НИИ энергетики имени академика Ш. Ч. Чокина. Все ГЭС построены по деривационной схеме, некоторые из них используют значительный напор. Принцип работы каскада предусматривает последовательное использование воды, отработавшей на верхней ступени, нижней ступенью, при этом все станции оборудованы обходными трубопроводами и водосбросами, позволяющими работу нижележащих ступеней при отключении одной или нескольких станций. Основным источником воды является Большое Алматинское озеро, также используется сток притоков Большой Алматинки — рек Кумбельсу, Проходная, Казачка и ручья Мраморный. ГЭС № 6,7,8, а также ГЭС № 9, 10 и 11 однотипны по конструкции.

### Верхне-Алматинская ГЭС
43°04′58″ с. ш. 76°58′34″ в. д.
Также именуется ГЭС «Озёрная», Алматинская ГЭС № 1. Является головной станцией каскада, осуществляет водозабор из Большого Алматинского озера, обеспечивая работу всех остальных ступеней. Самая мощная ГЭС каскада и самая высоконапорная гидроэлектростанция Казахстана. Введена в эксплуатацию в 1953 году.
Установленная мощность ГЭС — 15,6 МВт, среднегодовая выработка электроэнергии, по разным источникам — 67 или 55 млн кВт·ч. Сооружения гидроэлектростанции включают в себя:
- намывную плотину высотой 12 м, созданная на естественной плотине завального происхождения;
- эксплуатационный и катастрофический водосбросы;
- водоприемник;
- деривационный тоннель;
- уравнительный резервуар башенного типа высотой 21 м;
- гарантийный водосброс с лотком и водобойным колодцем;
- здание дроссельного затвора;
- напорный металлический трубопровод длиной 3117 м, диаметром 1,32-0,95 м, рассчитанный на максимальный расход 3,6 м³/с;
- здание ГЭС;
- отводящий канал;
- аварийный водосброс.

В здании ГЭС установлены 3 горизонтальных гидроагрегата мощностью по 5,2 МВт с ковшовыми односопловыми гидротурбинами (диаметр рабочего колеса 1,57 м), работающими при расчётном напоре 560 м (максимальный напор 581 м). Производитель гидротурбин — итальянская фирма «Ансальдо Сан-Джиорджио». Турбины приводят в действие гидрогенераторы АТ-850/10-80.
Напорные сооружения ГЭС образуют водохранилище — Большое Алматинское озеро. Площадь водохранилища составляет 0,42 км², его полная и полезная ёмкость водохранилища составляет 13,2 и 6,5 млн м³ соответственно, что позволяет осуществлять сезонное и частично многолетнее регулирование стока. Отметка нормального подпорного уровня водохранилища составляет 2507,5 м, уровня мёртвого объёма — 2495 м.

### Алматинская ГЭС № 2
43°06′58″ с. ш. 76°55′00″ в. д.
Вторая ступень и вторая по мощности гидроэлектростанция каскада. Введена в эксплуатацию 1959 году. Установленная мощность ГЭС — 14,4 МВт, среднегодовая выработка электроэнергии 85 млн кВт·ч. Сооружения гидроэлектростанции включают в себя:
- водозабор на р. Кумбельсу;
- двухкамерный отстойник, длина каждой камеры 76 м, ширина 2,8 м;
- двухниточный дюкер под руслом реки Большая Алматинка;
- переключатель ГЭС № 1 — № 2, с водозабором из ручья Мраморный, также выполняет функции напорной башни. Переключатель представляет собой колодец, в который с одной стороны подводится вода с Верхне-Алматинской ГЭС, а с другой вода может забираться в туннель ГЭС № 2 или сбрасываться в русло реки Большой Алматинки. Также в переключатель поступает сток ручья Мраморный;
- напорный тоннель длиной 5,8 км, диаметром 2 м;
- уравнительная шахта;
- здание дроссельных затворов;
- напорный металлический трубопровод длиной 1174 м, диаметром 1,32-0,97 м, рассчитанный на максимальный расход 3,75 м³/с;
- здание ГЭС;
- отводящий канал.

В здании ГЭС установлены 3 горизонтальных гидроагрегата мощностью по 5,2 МВт с ковшовыми односопловыми гидротурбинами КВГ 179х16,4-1 (диаметр рабочего колеса 1,79 м), работающими при расчётном напоре 499 м (максимальный напор 516,5 м). Производитель гидротурбин — завод «Уралгидромаш». Турбины приводят в действие гидрогенераторы ГС-260/54-12 производства завода «Уралэлектроаппарат».

### Алматинская ГЭС № 5
43°07′40″ с. ш. 76°54′33″ в. д.
Введена в эксплуатацию в 1944 году. Установленная мощность ГЭС — 3,8 МВт, среднегодовая выработка электроэнергии 18 млн кВт·ч. Сооружения гидроэлектростанции включают в себя:
- водозабор на р. Проходная;
- отстойник;
- напорный бассейн;
- резервный трубопровод;
- металлический напорный трубопровод длиной 1484 м;
- здание ГЭС;
- холостой водосброс;

В здании ГЭС установлен один вертикальный гидроагрегат с радиально-осевой турбиной РО 638-ВМ-100, произведённой заводом «Уралгидромаш», работающей при расчётном напоре 90 м (максимальный напор 95 м). Генератор ВГСА-260/44-10, производства завода «Уралэлектроаппарат».

### Алматинская ГЭС № 8
Введена в эксплуатацию в 1948 году. Установленная мощность ГЭС — 2,5 МВт, среднегодовая выработка электроэнергии 16 млн кВт·ч. Сооружения гидроэлектростанции включают в себя:
- водозаборное сооружение на реке Казачка;
- дюкер;
- безнапорный трубопровод,
- напорный бассейн;
- холостой сброс и помещение задвижек;
- напорный трубопровод длиной 1067 м (ранее использовался деревянный трубопровод, заменённый в 1984 году);
- здание ГЭС;
- отводящий канал.

В здании ГЭС установлен один горизонтальный гидроагрегат с радиально-осевой турбиной, произведённой американской фирмой Leffel, работающей при расчетном напоре 61 м (максимальный напор 64 м). Турбина приводит в действие гидрогенератор АТ-1-10 фирмы General Electric.

### Алматинская ГЭС № 8а
Пущена в 1954 году, в настоящее время выведена из эксплуатации. Установленная мощность ГЭС — 0,8 МВт, среднегодовая выработка электроэнергии 6,4 млн кВт·ч. В здании ГЭС установлен один горизонтальный гидроагрегат с радиально-осевой турбиной РО-300ГФ84, работающий при расчетном напоре 25 м, произведена предприятием ТМЗ, г. Рига. Генератор МС323-6/12, произведён Харьковским электромеханическим заводом.

### Алматинская ГЭС № 6
Введена в эксплуатацию в 1946 году. Установленная мощность ГЭС — 2,5 МВт, среднегодовая выработка электроэнергии 15 млн кВт·ч. В здании ГЭС установлен один горизонтальный гидроагрегат с радиально-осевой турбиной, произведённой американской фирмой Leffel, работающей при расчетном напоре 55 м. Турбина приводит в действие гидрогенератор АТ-1-10 фирмы General Electric. Напорный трубопровод металлический, двухниточный, длиной 740 м, заменен в 1992 году.

### Алматинская ГЭС № 7
43°09′51″ с. ш. 76°53′43″ в. д.
Введена в эксплуатацию в 1948 году. Установленная мощность ГЭС — 2,5 МВт, среднегодовая выработка электроэнергии 15 млн кВт·ч. В здании ГЭС установлен один горизонтальный гидроагрегат с радиально-осевой турбиной, произведённой американской фирмой Leffel, работающей при расчетном напоре 56 м. Турбина приводит в действие гидрогенератор АТ-1-10 фирмы General Electric. Турбина приводит в действие гидрогенератор АТ-1-10 фирмы General Electric. Напорный трубопровод металлический, двухниточный, длиной 611 м, заменен в 1992 году.

### Алматинская ГЭС № 9
Введена в эксплуатацию в 1944 году. Установленная мощность ГЭС — 0,84 МВт, среднегодовая выработка электроэнергии 6,5 млн кВт·ч. В здании ГЭС установлен один горизонтальный гидроагрегат с радиально-осевой турбиной РО-447-ГМ-700, произведённой на машиностроительном заводе им. С. М. Кирова в г. Алматы, работающий при расчетном напоре 32 м. Генератор ГС-140/49-10, производства завода «Уралэлектроаппарат». Напорный трубопровод металлический, длиной 254 м, заменен в 1994 году.

### Алматинская ГЭС № 10
Установленная мощность ГЭС — 0,84 МВт, среднегодовая выработка электроэнергии 6,5 млн кВт·ч. В здании ГЭС установлен один горизонтальный гидроагрегат с радиально-осевой турбиной РО-447-ГМ-700, произведённой на машиностроительном заводе им. С. М. Кирова в г. Алматы, работающий при расчетном напоре 32 м. Генератор ГС-140/49-10, производства завода «Уралэлектроаппарат». Напорный трубопровод металлический, длиной 506 м, заменен в 1998 году.

### Алматинская ГЭС № 11
43°11′06″ с. ш. 76°53′31″ в. д.
Введена в эксплуатацию в 1944 году. Установленная мощность ГЭС — 0,84 МВт, среднегодовая выработка электроэнергии 6,5 млн кВт·ч. В здании ГЭС установлен один горизонтальный гидроагрегат с радиально-осевой турбиной РО-447-ГМ-700, произведённой на машиностроительном заводе им. С. М. Кирова в г. Алматы, работающий при расчетном напоре 32 м. Генератор ГС-140/49-10, производства завода «Уралэлектроаппарат». Напорный трубопровод металлический, длиной 413 м, заменен в 1997 году.

### Экспериментальная ГЭС
Расположена на реке Малая Алматинка. Введена в эксплуатацию в 1932 году. Мощность ГЭС — 0,75 МВт. В настоящее время эта гидроэлектростанция выведена из эксплуатации.

## История строительства и эксплуатации
Планы строительства каскада малых ГЭС для энергоснабжения Алма-Аты рассматривались с 1920-х годов, однако до начала Великой Отечественной войны работы начаты не были. После начала войны возникла необходимость обеспечения электроэнергией эвакуированных предприятий, в связи с чем в 1942 году начались проектные, а с апреля 1943 года — и строительные работы по созданию каскада ГЭС. Проектирование ГЭС осуществлялось ленинградским отделением института «Гидропроект». Строительство ГЭС велось в тяжелых условиях силами жителей города, военнослужащих, военнопленных и заключенных, преимущественно вручную. В апреле 1944 года была пущена первая ГЭС каскада — № 11, 5 сентября и 17 сентября того же года были запущены ГЭС № 5 и ГЭС № 9. В 1944 году было начато строительство ГЭС № 6 и ГЭС № 7, законченное в 1946 году. В марте 1948 года была пущена ГЭС № 8, и на этом строительство первой очереди каскада было завершено. Наиболее крупные ГЭС комплекса (Верхне-Алматинская и ГЭС № 2) были введены в строй в октябре 1953 и июле 1959 года соответственно, ГЭС № 8а — в 1954 году. Каскад Алматинских ГЭС как организация был образован 9 августа 1948 года.
До 1960-х годов выработка каскада ГЭС составляла до 60 % в общей выработке электростанций Алма-Атинской энергосистемы. В настоящее время эта доля снизилась до 5—6 %. В то же время, электростанции каскада благодаря высокой маневренности играют важную роль в обеспечении надежности функционирования энергосистемы, а также в обеспечении водоснабжения Алматы. С момента строительства каскад ГЭС принадлежал государственному предприятию РЭУ «Алматыэнерго» («Казахэнерго»). В 1996 году каскад ГЭС, как и другие электростанции Алматыэнерго, был приватизирован и передан под контроль бельгийской компании «Трактебель». В 2000 году станции были выкуплены и перешли под контроль ЗАО «КазТрансГаз», в 2001 году куплены акиматом города Алматы, затем ГЭС перешли в собственность Правительства Казахстана, войдя с 2007 года в состав государственной компании АО «Алматинские электрические станции».

## Перспективы модернизации и развития
ГЭС каскада отработали 60—70 лет, их оборудование требует замены и реконструкции. Разработан проект реконструкции и модернизации каскада, включающий модернизацию Верхне-Алматинской ГЭС и ГЭС № 2 с полной заменой оборудования и увеличением мощности станций до 19,5 МВт и 18 МВт соответственно, строительство нового здания ГЭС № 8а, строительство новой ГЭС № 12 вместо выводимых из эксплуатации ГЭС-9, ГЭС-10 и ГЭС-11, замена оборудования на распределительном устройстве ГЭС №7 со строительством новой ГЭС № 12. После реконструкции, мощность и выработка ГЭС должна возрасти.
Имеются предложения по созданию комплекса малых ГЭС на реке Малая Алматинка — «Медео» и «Просвещенец». Комплекс ГЭС «Медео» предусматривает строительство двух ГЭС мощностью 1,2 и 1,8 МВт соответственно, пристраиваемых к существующим постоянному эксплуатационному и аварийно-ремонтному водосбросам плотины «Медео». ГЭС «Просвещенец» использует сток воды от ГЭС «Медео», перебрасывая его по деривационным трубопроводам вниз по течению реки; мощность ГЭС — 3 МВт. Общая выработка комплекса планируется в объёме 15,9 млн кВт·ч в год. Основной планируемый потребитель электроэнергии — спорткомплекс «Медео». Стоимость проекта — $3,3 млн, о сроках реализации проекта не сообщалось.